# Víctor Balaguer
Víctor Balaguer (Barcelona, 1921- 17 de abril de 1984) foi um cantor espanhol popular nos anos 50 e nos anos 60. Teve presença habitual em diversos festivais de música que se celebraram na Espanha, cantou desde a música pop à zarzuela em  castelhano e catalão. Entre outros, ganhou o Festival de Benidorm e participou no popular  Festival da Canção do Mediterrâneo com a canção "La muralla de Berlín". 
Balaguer foi o segundo representante espanhol no Festival Eurovisão da Canção 1962,  com a canção "Llámame". Llámame" foi uma das quatro canções (juntamente com as canções da Bélgica, Áustria e Países Baixos que terminou sem receber qualquer ponto dos júris..
Depois de sua aparição na Eurovisão, Balaguer voltou aos palcos, principalmente na sua língua nativa, o catalão. Ele faleceu em 1984, vitíma de cancro colorretal em Barcelona. Foi intérprete da denominada Nova Cançó. Entre outras das suas canções estão "París te amo" o "Granada". 